# Доњи Трогерци
Доњи Трогерци (мкд. Долно Трогерци) су насеље у Северној Македонији, у источном делу државе. Доњи Трогерци су село у саставу општине Карбинци.

## Географија
Доњи Трогерци су смештени у источном делу Северне Македоније. Од најближег града, Штипа, насеље је удаљено 15 km северно.
Насеље Доњи Трогерци се налази у историјској области Овче поље. Насеље је положено на прелазу из долине реке Брегалнице на југу у побрђе Манговица на северу. Надморска висина насеља је приближно 390 метара.
Месна клима је блажи облик континенталне због близине Егејског мора (жарка лета).

## Становништво
Доњи Трогерци су према последњем попису из 2002. године имали 4 становника.
Већинско становништво су етнички Македонци (100%).
Претежна вероисповест месног становништва је православље.